# Bulbophyllum brevispicatum
Bulbophyllum brevispicatum är en orkidéart som beskrevs av Zhan Huo Tsi och Sing Chi Chen. Bulbophyllum brevispicatum ingår i släktet Bulbophyllum och familjen orkidéer. Inga underarter finns listade i Catalogue of Life.